# Wer war’s?
Wer war’s? ist ein Familienspiel von Spieleautor Reiner Knizia. Das Spiel ist für zwei bis vier Spieler ab sechs Jahren, dauert etwa 30–45 Minuten und ist im Jahr 2007 bei Ravensburger erschienen.
Es gewann den Kritikerpreis Kinderspiel des Jahres 2008 und erhielt den Deutschen Kinderspiele Preis 2008.

## Thema und Ausstattung
Der Inhalt der Spieleschachtel besteht aus:
- einem Spielbrett mit den Schlossräumen
- einer elektronischen „magischen Truhe“
- vier Spielfiguren
- einem Gespenst
- einer Katze
- neun Futterstückchen
- vier Schlüsseln
- vier Türen
- einem Spezial-Würfel
- zehn Pappkarten mit Bildern der Verdächtigen
- einem „Zauber-Ring“
- der Spieleanleitung

Die Spieler versuchen als Team, gemeinsam dem Dieb eines Zauberrings auf die Spur zu kommen. Am Tatort, dem Schloss des Königs, stöbern die Spieler mit ihrer Spielfigur durch die verschiedenen Räume. In jedem Raum wohnt ein anderes Tier. Füttern die Spieler das Tier mit seinem Lieblingsfutter, wird es zum Freund. Dieses Futter haben die Spieler erst dabei, wenn sie es beim Durchsuchen der Räume irgendwo finden. Ebenso entdecken die Spieler auch versteckte Schlüssel. Für die Futter-Leckerbissen gibt es von den Tieren Hinweise auf den Täter: groß oder klein, dick oder dünn, mit oder ohne Hut. 
Der Fortgang des Spiels wird vom Würfeln und einer elektronischen Truhe geregelt. Der sechsseitige Würfel hat die Zahlen eins bis vier und zweimal das Bild eines Gespenstes auf seinen Seiten. Erscheint das Gespenst, so bewegt man dieses ein Feld auf seinem Rundkurs weiter, und der Spieler muss nochmal würfeln. Wer außerhalb des Schloss-Kinderzimmers vom Gespenst überrascht wird, muss dorthin zurück und neu loslaufen.  

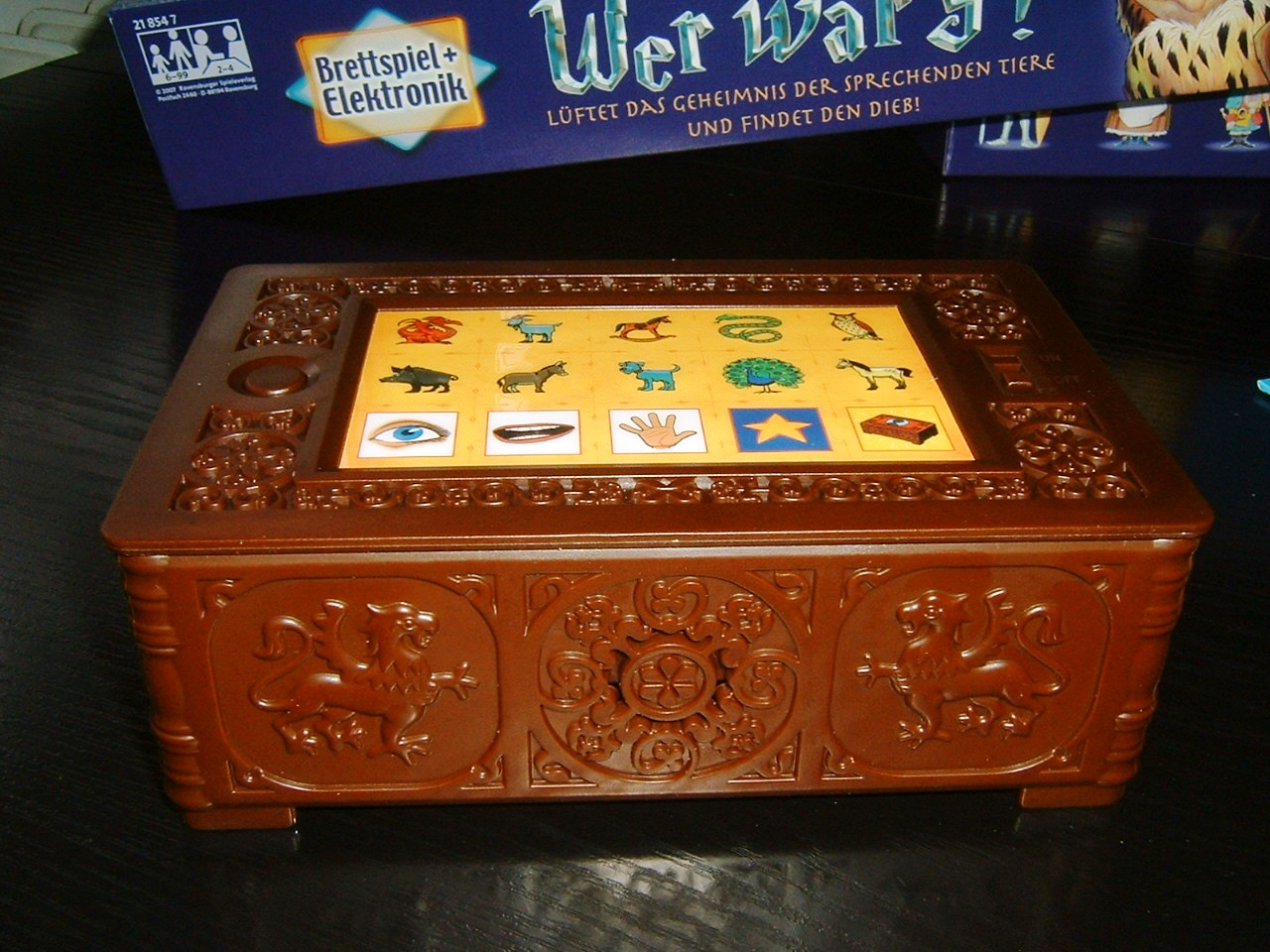
Die Magische Truhe

In jedem neuen Raum angekommen geben die Spieler per Tastendruck auf der magischen Truhe an, in welchem Raum sie stehen. Dieser Raum ist durch das dort vorhandene Tier eindeutig bestimmt. Die Spieler müssen sich nun entscheiden, was sie tun wollen: entweder mit dem Tier sprechen, den Raum durchsuchen, „zaubern“ oder die Truhe aufschließen (das geht nur, wenn die Spieler bereits einen Schlüssel gefunden haben). Sprechen sie mit dem Tier und haben auch das geforderte Futter dabei, erhalten sie einen Hinweis auf den Täter. Beim Durchstöbern der Räume „finden“ die Spieler Futterstücke und Schlüssel. Es existieren auch Hebel, die verschlossene Türen öffnen können, sowie Falltüren, die die Spieler ins Verlies oder in den Schlosshof befördern. Mit „Zaubern“ können die Spieler beispielsweise einen Geheimgang finden.
Nach und nach können von den zehn möglichen Bösewichtern immer weitere ausgeschlossen werden. Wenn die Spieler sich sicher zu sein glauben, dass sie den richtigen Einbrecher herausgefunden haben, gehen sie mit dem Schlüssel in den Raum des Verdächtigen. Der elektronische Kasten verrät, ob die Spieler richtig kombiniert und tatsächlich gewonnen haben. Falls den Spielern zu viele Irrtümer unterlaufen sind, gewinnt der „böse Zauberer“.

## Spielprinzip
Der Clou dieses Familienspiels ist die Mischung aus Kooperieren, detektivischem Spürsinn, spannender Geschichte und guter grafischer und technischer Gestaltung. Ebenso hat das Spiel mit dem Memory-Spiel gemeinsam, dass die Spieler sich Zusammenhänge merken müssen. Genau wie dort sollte man Aufschreiben vermeiden, weil es den Spielreiz vermindert.  
Der Elektronik-Chip sorgt für eine große Variationsbreite von Spielverläufen, sowie für die drei möglichen, einstellbaren Schwierigkeitsstufen. Auf der einfachsten Stufen kommt öfter eine „gute Fee“ vorbei und hilft den Spielern. Auf der schwersten Stufe sind auch Erwachsene herausgefordert.

## Kritik
Spielekritiker bemängelten lediglich wenige Details. In der für ein Familienspiel umfangreichen Spielregel übersehe der Spieler leicht, dass die Voreinstellung der Schwierigkeitsstufe auf „mittel“ stehe. Diese Stufe sei für Anfänger schwer zu gewinnen. 
Gravierender fanden die Kritiker die Batterieabhängigkeit: Bei schwach werdender Energieversorgung bricht das laufende Spiel einfach ab und wird nicht gespeichert, um später fortfahren zu können, sobald neue Batterien einlegt wurden.
Die offizielle Angabe „ab sechs Jahren“ sei zu vorsichtig gewählt. Auch mit Fünfjährigen funktioniere das Spiel ohne Weiteres. Vierjährigen sei die Spieldauer gewöhnlich zu lang.